# Гробна капела Свјатополк-Мирских
Гробна капела Свјатополк-Мирских (белор. Часо́вня-усыпа́льница Святопо́лк-Ми́рских), понекад и Спаска капела (белор. Спа́сская часо́вня), је архитектонски споменик у урбаном селу Мир, Карелички рејон, Гродњенска област у Белорусији. Налази се недалеко од Мирског замка у енглеском парку основаном крајем 19. и почетком 20. века.
Гробна капела је изграђена по пројекту архитекте Роберта Марфелда 1904-1910. године о трошку Клеопатре Свјатополк-Мирскаје и освећена у част Светог Николе Чудотворца. У наредним годинама, шест чланова породице Свјатополк-Мирски је сахрањено у крипти. Током Друге пољске републике, захваљујући напорима кнеза Михаила Свјатополк-Мирског, око зграде су посађени ретки четинари и руже. Са доласком совјетске власти, црквена имовина је опљачкана, део је пренет у суседну цркву. У послератном периоду у капели је постављена житница дестилерије. Затим је дуго био напуштен. 2004. године почели су рестаураторски радови, који су завршени до 1. децембра 2008. године, када су врата капеле отворена за посетиоце. 2014. године одржане су прве службе: парастос и Света Литургија.
Већина истраживача приписује гробну капелу стилу Сецесије. Са архитектонске тачке гледишта, динамички асиметрична композиција зграде била је иновативна за своје време. Њене компоненте су припрата, предсобље капеле, апсида и доминанта капеле – високи звоник. Гробница је и пластично и колористички засићена. Самостални елементи су амблем династије Свјатополк-Мирски и огромна мозаичка плоча која приказује Христа Пантократора. Ово последње доминира изгледом капеле. Унутрашњост капеле се састоји од два нивоа - крипте и стварне сале за службе. Сама капела је већ мала архитектонска форма Мирског парка.
Гробна капела Свјатополк-Мирских део је комплекса замка и парка Мир, који је 2000. године уврштен на Унескову листу Светске баштине у Белорусији. Живописни мозаички панел је посебно укључен у Државну листу историјских и културних вредности Републике Белорусије.

## Историја
Аутор пројекта капеле-гробнице био је петербуршки архитекта Роберт Робертович Марфелд, који никада пре није посетио Мир. Скицу из 1901. објавио је 1902. Г. В. Барановски у својој „Архитектонској енциклопедији друге половине 19. века”. Пројекат је 24. августа 1902. године одобрио Грађевински одсек Минске покрајинске управе. Према неким истраживачима, Марфелд, који се овде показао као храбар уметник-композитор и стилиста, желео је да обезбеди да зграда одзвања средњовековним замком Мир, на шта указују узлазне тежње, готско зидање, црвена цигла и текстура и боја камена за облагање постоља. Најважнији задатак, према мишљењу ликовних критичара, била је идеја о стварању „унутарпородичног симбола племенитог порекла и аристократије“ купаца, и као резултат тога, капела је достигла запремину мале цркве.
Средства за изградњу доделила је принцеза Клеопатра Михајловна Свјатополк-Мирскаја. Изградња капеле је почела 1904. Истовремено, постоји мишљење да је градња завршена 1911. године. Међутим, истраживачи О. Новицкаја и Л. Прокопенко, на основу изјава свештенства о црквама округа за 1910. годину, у којима се већ помиње „црква-крипта кнезова Свјатополк-Мирског у имању Замирје“, инсистирају да је капела подигнута већ ове године. Истовремено, регистар свештенства Мир-Николајеве цркве из 1909. године не садржи податке о капели. Захваљујући онима који се налазе у архивским документима храма Свете Тројице успело да се утврди да је капела освећена у част Светог Николе. То потврђују и „Свештенички гласник Навагрудске и Баранавичке епархије, Цркве Свете Тројице, Града Мира, Мирског метоха, Мирског округа, Баранавичког округа за 1942. годину.“ Можда је избор имена свеца био због чињенице да је капела подигнута у знак сећања на Николаја Ивановича Свјатополк-Мирског, мужа принцезе Клеопатре. Локално становништво није имало приступ капели.
Фебруара 1910. године у капели је сахрањена принцеза Клеопатра Свјатополк-Мирска, а 3. маја 1913. њена унука, ћерка њеног сина Ивана, Соња Свјатополк-Мирскаја (утопила се у Бугарској). Подаци о последњој сахрани сачувани су у Литургијском дневнику 1899-1914 из Националног историјског архива Белорусије. Помен су служили свештеник И. Хлебцевич и ђакон Занцевич, након чега је обављен испраћај са станице Замирје у Мир и парастоси са сахрањивањем у крипти. Учествовали су и протојереј Ф. Скепуро и исти свештеник Хлебцевич. У исто време, датум поновног сахрањивања самог кнеза Николаја Свјатополк-Мирског није поуздано.
Према једној верзији, након што је Мир припојен Пољској 1921. године, капела је постала католичка и коришћена је као црква. Истовремено, постојали су докази да је одржана литија, када је у петак ујутру уочи Васкрса из цркве изнета плаштаница и однета у капелу, коју мештани називају Кнежевом црквом. Плаштаница је подигнута у суботу увече. Према другим сећањима мештана, у капели није било богослужења, осим благосиљања хлеба на Тројице. Према сећањима мештана, 1920-1930-их година већ су постојала најмање три звона. Врата су у то време била храстова са уклесаним крстовима на њима. О капели се бринуо сам кнез Михаил Свјатополк-Мирски.
Године 1922. Иван Свиатополк-Мирски је сахрањен у гробној капели. Године 1938. одржана је сахрана кнеза Михаила, који је постао католик 1930-их година. Његово опело одржано је у Никољској цркви, након чега је ковчег са телом дуж Несвижске улице достављен директно у капелу. Унутар крипте, где је кнез сахрањен десно од улаза, од оних који су дошли на сахрану, само је неколико људи успело да уђе. Ко је шести сахрањен у гробници није поуздано познато. Међу могућим се сматрају кнез Владимир Николајевич Свјатополк-Мирски (умро у Египту 1906. године), унук кнеза Николаја и Клеопатре, кнез Николај Семјонович Свјатополк-Мирски и једна од тетака кнеза Михаила.
Према једном извештају, црквена имовина је опљачкана 1939. године. Истовремено, према подацима из архиве цркве Свете Тројице, власти су 1940. године уклониле сву црквени прибор. Оно што је остало 1940. завршило је у цркви Светог Ђорђа на православном гробљу у Миру. Дана 14. августа 1948. године издата је уредба Мирског окружног извршног комитета, по којој је зграда капеле коришћена као житница за дестилацију. У ове сврхе капела је коришћена око 20 година. У крипти су чувани тресет и угаљ. У октобру 1978. Савет министара Белорусије донео је Уредбу о обнови Мирског дворца и изградњи уметничке стручне школе у граду Мир. У складу са њим, планирани су радови на свеобухватној рестаурацији комплекса замка и парка Мир, укључујући и капелу.
Године 1993. капела још није била у функцији. Године 2000. гробна капела као део објекта комплекса замка Мир уврштена је на Унескову листу светске природне и културне баштине. 2004. је била година почетка рестаураторских радова, који су трајали четири године. Од 2007. године, према речима рестауратора, требало је да се ураде додатне студије за надгробну капелу. Пре свега, задатак је био да се рестаурира унутрашњост неких сачуваних објеката: иконостаса цркве у Березовки, капеле у Светој Тројици, фотографија северне и јужне фасаде капеле, на којима су приказане иконе Св. Николај Чудотворац и Пресвета Богородица. Поред тога, један од циљева рестауратора је био да идентификују надгробне споменике у гробу. 27. априла 2007. године, после освећења, подигнуто је звоно на звонику са текстом „Помени, Господе, душе умрлих сужњева Твоје породице Свјатополк-Мирски“. Први Министар културе Републике Белорусије В.Ф. Матвејчук одобрио је 10. марта 2008. године научни концепт рестаурације и музејефикације комплекса замка Мир, према којем је капела, која заузима 200 м², укључена у музејско-изложбену зону. У оквиру рестаураторских радова урађена су три мозаика за главну и бочну фасаду: „Св. Никола“, „Богородица Донска“ и „Богородица Иверска“. Аутори су били монументални уметници Виктор Барабанцев и Денис Чубуков и извођач Анатолиј Чугункин. Првобитно, до краја рестаурације капеле, било је планирано да буде домаћин привремене изложбе „Гробна капела кнезова Свјатополк-Мирског. Године 2008. планирано је да се у споменик следеће године поставе иконе из збирке Народног уметничког музеја. Планови су укључивали и праћење температурног режима због загревања споменика ради спречавања негативних утицаја на историјске вредности.
Гробна капела је отворена за посетиоце 1. децембра 2008. Истовремено је била домаћин изложбе радова минског фотографа Георгија Лихтаровича „На утеху народу“ у част 30. годишњице архипастирског служења у Белорусији митрополита минског и слуцког Филарета, Патријаршког егзарха целе Белорусије. Двадесет две православне цркве приказане на изложби подигнуте су под омофором митрополита Филарета.
| 2005. година | 2007. година | 2009. година |

Истовремено, током рестаураторских радова који су обављени до 2009. године направљен је низ грешака. Тако је током убрзаних припрема за прославу Дана белоруске културе и штампе 2002. године, на иницијативу Гродњенског обласног извршног одбора, дошло до изравнавања тла око гробнице, што је за последицу имало плављење доњег дела капеле. Одвојено, покренут је проблем рестаурације пећи: уместо пажљивог рада са плочицама и темељног проучавања зидања, пећи су једноставно уништене. Планирано постављање њихових аналога предвидело је да буду обложени скупим новим плочицама, које, иако су направљене по узору на старе, не би решиле проблем аутентичности.
За гробну капелу Свјатополк-Мирског урађен је нови иконостас од храстовине, копија оригинала: постављање је обављено у јесен 2009. Године 2013. првобитни крст, који се налазио изнад царских врата, враћен је у капелу. Године 2014. је постала посебна година за цркву, јер су у њој почела богослужења. Тако је први 22. марта, на дан сећања на Четрдесет севастијских мученика, служен парастос у крипти. Одржан је са црквеним хором на захтев Марије Свјатополк-Мирске, праунуке кнеза Н. И. Свјатополк-Мирског, која се обратила на интернет сајту цркве Свете Тројице. У истој истој капели 22. маја, на дан сећања Светог Николе одржана је Божанствена Литургија.
Зграда је део комплекса дворца и парка Мир, који је 1. априла 2011. постао самостални музеј.

## Архитектура
Сама зграда, као архитектонски споменик нивоа престонице, истовремено је деловала као манифестација дела европске поседничке културе 19. века (укључујући и Русију), односно подизање, по правилу, у ретроспективним стиловима, малих капела-гробница у ансамблима имања. У потрази за новом архитектонском и уметничком експресивношћу, архитекта Марфелд је прибегао употреби мотива древне руске уметности и архитектуре (панел са приказом Спаситеља). Према ВМ Чернатову, позивајући се на историјско наслеђе, Р. Марфелд је успео да „разјасни прототип своје чисто индивидуалне уметничке композиције са елементом парадокса“, што објашњава оштру разлику између капела и канонских структура овог типа. Према другим ликовним критичарима,
„позајмљивање се не тиче толико појединачних облика и техника колико идеалног модела архитектонског стила, који је трансформисао и стилизовао у складу са естетским идеалима нашег времена.”
| Главна фасада | Бочна фасада |
|               |              |

## Изглед
Иновативна просторна композиција капеле-гробнице је динамички асиметрична. Према белоруском ликовном критичару Б. А. Лазуку, асиметрију подржава звоник, а главна фасада има особену просторну дубину. Истраживач А. Н. Кулагин пише о томе овако.
„Узвишена пластична експресија, активирање силуете, унутрашња напетост композиције и узајамно нарастање маса (што изазива осећај органског раста) карактеристичне су карактеристике структуре.”
Главни волумен је збијеног вертикалног и правоугаоне основе, док су углови одсечени са севера. Тешка, масивна основа капеле, коју ствара главни волумен, настаје због оптерећености високом апсидом, два портала и високим степеништем главног улаза. Компоненте композиције грађевине, која има изражајну силуету, су трем, правоугаона сала, петострана апсида (према неким изворима налази се на истоку, а према другима – на северу) и високи тетраедарски троспратни звоник, који је доминантна карактеристика капеле. Посебност овог звоника, који има мали елиптични (шлемасти) куполасти поклопац и отворен је са четири стране, је у томе што је источни угао капеле асиметричан у односу на централну осу фасаде изабрана као његова локација. Изнад бочног улаза подигнут је и сам звоник, за који је коришћено посебно проширење да се истакне. Овај спољни улаз води у крипту капеле. На равни зидова звоника налазе се уски прорези-отвори; ова техника је повезана са белоруским храмовима одбрамбене архитектуре XV-XVI века.
За предворје решење је пронађено у дубоком ризалиту са троугластим забатом. За декорацију улаза изабран је моћан, чучањ, лучни перспективни портал, за чије су бочење коришћени угаони контрафори. Засвођени прозорски отвори бочних фасада и апсиде изведени су високим и уским Поред тога, постоји и бочни портал.
| План врха капеле | План крипте | Подужни пресек капеле |

Поред развијене пластичне засићености, истиче се засићеност колористичког решења објекта, која је, према описима 1986. и 1993. године, постигнута комбинацијом црвене цигле, белих украсних детаља (полустубови, смарагдно рустиковани прозорски оквири, вијенац са крекерима и др.), сиви бетон, постоље од полихромног шљунка и полихромни мозаик. Већ 2000-их година описана је комбинација висококвалитетне црвене цигле са ружичастим шљунком високог постоља и са светло омалтерисаним декоративним елементима. Потоњи су укључивали вијенце, фриз од "смарагдне" рђе, плоче, стубове, шипке, платнене. Захваљујући колористичком решењу гробне капеле (црвена цигла, шљунак, бетон, шарени мозаик панел), постигнут је склад између ове грађевине, средњовековног замка, парковске средине и резервоара, а сликовитост овог места се повећава.

Према истраживачу В. М. Чернатову, оригиналност изгледа капеле обезбеђује синтеза „архитектуре и ликовне уметности, савремених декоративних средстава“, међу којима истраживач, поред паноа и картуша, издваја орнаменталне и украсне појасеве, вијенци, оквири лучног перспективног портала, металне ограде решетке са занимљивом шаром. По мишљењу А. Г. Шимелевича, сви ови елементи декорације – широки хоризонтални штапови, вијенци сложеног профила са медаљонима и крекерима, архиволте куполе, пиластри (југозападни угао капеле) – сведоче о Марфелдовој изузетној сналажљивости и његовој способност „заситивања, а понекад и презасићења композиције детаљима и акцентима“. Истраживач примећује сложеност систематског описа декора, али истовремено, називајући га „ретроспективним“, сматра да већину мотива обједињује „генетска веза са класичним уметничким системом“. Општи опис декоративних елемената споменика архитектуре даје ликовни критичар Б. А. Лазуко:
„Декор су сложени бели вијенци, крутони, полустубови, који су концентрисани на одвојеним тачкама фасада, стварајући веште контрасте са равнином зидова и ефекат повећања пажње.”
Рецензије зграде у целини се разликују. Тако је И. Јодковски писао 1915. да капела, заједно са парком, сведочи „о осредњости модерног укуса“. А. Г. Барабас пише да је капела, „комора у размери“, „ефикасно постављена у околни пејзаж и привлачи пажњу гледалаца својим бизарним облицима и асиметричном композицијом“. Један број историчара уметности сматра да је капела јасан пример развоја белоруских градова крајем 19. и почетком 20. века, односно продора пејзажног принципа организовања урбаног окружења и фокусирања „на сопствене историјске и уметничке традиције“. Ликовни критичар А. Г. Шимелевич сматра гробницу „једним од најзанимљивијих архитектонских споменика” Белорусије и „авангардним експериментом прелазног доба”, а њено композиционо решење је успешно. В. М. Чернатов и А. Т. Федорук примећују у згради, упркос њеној релативно скромној величини, карактеристике као што су монументалност и интегритет, пријатне пропорције и богате боје (црвена цигла и бетонски уметци). По мишљењу В. М. Чернатова, капела својом архитектуром представља иновативни искорак и корак напред „ка слободи мисли и стваралаштва у верској (православној) архитектури“. По његовом мишљењу, задржавајући генетски рукопис мајстора у капели,
„јасно је видљив траг преласка на нови архитектонски систем, који је омогућио решавање сложенијих ликовно-естетичких проблема просторне композиције, ритма облика и линија, текстуре и боје.”
На звоник капеле-гробнице подигнута су два звона, тешка 710, односно 435 kg, чија је звоњава пратила богослужења. Од 1989. године на кули је било само једно звоно. Године 2007. (према другим изворима 2006. године) постављено је ново звоно на звоник.

### Панно и картуш
Као самосталне и доминантне елементе композиције гробне капеле, истраживачи издвајају мозаик пано и картушу. Према историчарима уметности, они дају згради „извесну симболику и мистичност“.

У облику гробне капеле доминира огроман мозаик „Христос Свемогући“. На овом живописном мозаичком панелу са ликом Свемогућег Спаситеља (Пантакратора), који немилосрдно гледа у посматрача, постављен изнад припрате, налази се Христово лице окер боје у плавом хитону на спектакуларној златној позадини. Ова звучна комбинација чистих боја, невероватна заједно са скалом, требало је да се перципира са велике удаљености. Према историчару уметности А. Г. Шимелевичу,
„са одређеном перцепцијом, читава структура се може тумачити као огроман замршен „оквир“ монументалне слике.”
Према једној верзији, табла је мајолика, направљена од мајоличких плочица. Према другој верзији, панел је направљен од комада обојеног стакла - смалта. Нема документарних доказа о томе где је панел направљен. Истраживачи су изнели две верзије. Према једном од њих, место извршења наруџбе била је приватна радионица мозаика В. А. Фролова у Санкт Петербургу, а аутор је био уметник М. Харламов. Друга верзија каже да је пано израдио мозаичар из Познања заједно са локалним мајстором Иваном Прокоповичем Панком.
Као декоративни елемент за предњу страну звоника коришћен је тродимензионални ковани цинк у великом рељефу картуше са приказом грбова најстаријих градова (понекад ликова окарактерисана као породични грб коришћен је грб Свјатополк-Мирског). У почетку су то били грбови Кијева, Пскова, Новгорода, Москве. Ова картуша је имала за циљ да истакне старину породице Свјатополк-Мирски. Била је причвршћена на звоник у квадратном оквиру. Од 2004. картуша је уклоњена и привремено премештена у Национални музеј историје и културе Белорусије. На њему су специјалисти пронашли остатке полихромије. Тренутно је на гробној капели причвршћена копија картуше израђена методом уметничког ковања на металу; приказани су само грбови Москве и Кијева.

### Ентеријер
Према плану, зграда капеле је подељена на два независна нивоа. Дакле, постојао је храм који је могао да прими само ограничен број људи, који је био и крипта.. Простор у крипти, према Марфелдовом пројекту, требало је да буде испуњен са двадесет сахрањивања. Тренутно их је само шест, а један од њих је потписан: „Царство вам небеско. Принцеза Соничка Свјатополк Мирска, рођена је 10. октобра 1901, умрла 30. априла 1913”. На крипти су били неочувани мозаици, рађени, као и фасадна плоча, у Фроловој радионици. Током рестаурације белоруски мајстори су правили своје аналоге.

За таваницу сале изабран је попречни свод (понекад описан као затворени тетраедар). Овај свод је прекривен орнаментисаним фрескама. Генерално, унутрашњост капеле одликовали су „мирни тонови од теракоте, строга геометријска орнаментика и убиствено сликарство“. За салу капеле коришћена су два висока лучна прозора. За загревање капеле, као и крипте, користишћене су каљеве пећи. Таваница крипте, чији се улаз налази на бочној страни звоника, такође је крстасти свод на ободу звоника. Истраживач ВМ Чернатов даје следеће закључке о унутрашњости:
„Унутрашњост ентеријера је решена лаконски и помало суморно, свето и духовно, што наговештава размишљање о узвишеном-божанском, далеко од свакодневног живота.”

### Стил
Проблем стилске припадности гробне капеле истраживачи решавају на различите начине. Дакле, неки истраживачи приписују зграду упрошћеној романичкој архитектури, сматрајући је најпотпунијим представником стила, неороманичком или неоруском стилу.. Већина стручњака дефинише стил гробне капеле као Сецесију или барем примећује употребу њених принципа. Међу таквим карактеристичним манифестацијама сецесије у споменику, истраживачи убрајају произвољну, асиметричну композицију, „слободну“ комбинацију волумена, декоративност на текстури материјала (цигла и гранит), употребу синтезе архитектуре и ликовне уметности, и друге карактеристике. Б. А. Лазуко класификује зграду као „чисту“, али посебно суздржану белоруску сецесију“. Истраживач В. М. Чернатов описује одлуку капеле „са активним стваралачким принципом, карактеристичним за сецесију“. Истовремено, он примећује присуство карактеристика романичке архитектуре, што, заузврат, објашњава моћан утицај саме сецесије, заједно са симболизмом. Технике „цигленог стила“, коришћене, према Чернатову, у капели и широко заступљене у ранијим радовима Р. Марфелда (зграда архиве Министарства унутрашњих послова, Дом Царског хуманитарног друштва, зграда Томског технолошког института ), претрпео је трансформацију у згради у привлачне спектакуларне ране модерне форме. Ликовни критичар А. Г. Шимелевич сматра да је управо због намерног мешања елемената различитих стилова сложен проблем одлучивања о стилској припадности капеле, а притом помиње ретроспективно руску, неоготичку.и неороманичку. По њеном мишљењу, мешавина ових хетерогених ретроспективних мотива заснивала се на одређеним циљевима који су били програмске природе: на пример, елементи архитектуре средњег века (улазни портал, масивна кула, украсне прозорске решетке) имали су за циљ да укажу на аристократија купца и његову припадност европској култури. Истовремено, према А. Г. Шимељевичу, главни акценти зграде, попут сферичне византијске куполе куле, панела од мајолике са ликом Христа Свемогућег на фасади, имају „подвучено „византијско-руски“ карактер”: неканонско архитектонско решење капеле није требало да искључује обавезну везу са православном храмовном традицијом, јер су Свјатополк-Мирски били православни. Тако се у споменику испољила веза између две моћне тенденције – свеевропске и православне. Оригиналност гробне капеле објашњава се комбинацијом новина сецесијских форми и елемената ретроспективног декора у њој.

## Реликвије
У почетку је олтарски део капеле био одвојен од остатка цркве иконостасом са „7 старих икона“. Овај иконостас, заједно са самом капелом, пројектовао је сам Р. Марфелд. Потом је иконостас са иконама и црквеном имовином однесен на гробље цркве Светог Ђорђа. Међутим, ове мере нису могле да спасу њега и икону: марта 1966. гвоздена решетка на прозору цркве је поломљена, а непознате особе су ушле у храм. Нанесена штета захватила је и предолтарски иконостас са иконама из капеле-гробнице. Овај иконостас 1994. године достављен је цркви Жировичке иконе Богородице која се налази у градском селу Березовка, Лидски рејон. Пошто је оригинални иконостас пресушио и нису сачувани сви детаљи, у радионици Паксбор у граду Барановичима урађен је нови, који је био копија оригиналног. Његово постављање у гробну капелу обављено је у јесен 2009. године. Иконописци су били уметници А. Вакулич, Ју. Пискун и С. Самусенко.
У октобру 2013. белоруски вајар Владимир Слободчиков вратио је у капелу оригинални крст који се налазио изнад царских врата. Открио га је са својим ученицима 1975. овде и изнео на чување. Сам уметник је оквирно датовао крст на почетак 20. века и утврдио да је начин израде највероватније механички због одсуства трагова резача. Пошто је још један крст већ био заустављен изнад царских врата, планирано је да се овај уврсти у сталну поставку музеја. У веома је добром стању и не захтева рестаурацију.
За високо место у олтару изабрана је икона Новозаветне Тројице на коју је причвршћено кандило. Средиште олтарског дела заузимали су дрвени престо, олтар, олтарска метална менора. Истовремено, за сам храм се помињу дрвени киот, два метална свећњака, метални барјаци, дрвена кутија за свеће и дрвени орман за регента. Испод свода је причвршћен метални лустер.

## Окружење парка
Породична гробна капела подигнута је у пејзажу палате Мирски парк, који је основао Свјатополк-Мирски у замку крајем 19. и почетком 20. века, поред источног одбрамбеног бедема замка на брду. Поставши саставни део парковске композиције, капела је „била један од акцената далеке перспективе са стране палате” и „мала архитектонска форма парка”. Истовремено, дендролошки највреднији део преосталог парка налази се непосредно уз гробницу.
У почетку, по наређењу К. Свјатополк-Мирске, између палате Свјатополк-Мирског и капеле нису засађена висока дрвећа, јер је она увече волела да гледа на мозаик. Након тога, испред зграде капеле, обострано је засађено неколико декоративних четинарских егзотичних врста, и то црни бор, бодљикава смрча, сибирски ариш. Поред тога, многе руже непознатих сорти су посађене око гроба М. Свиатополк-Мирског у последњим годинама његовог живота. У исто време, према мемоарима локалних становника, руже су биле финског порекла. Такође, обављени су радови на уређењу пропланка испред капеле: овде је засађено више егзотичних врста четинара, као што су Фрејзерова јела, Вејмутов бор, сиви Даглас, Енгелманова оморика и друге. Према опису мештана, поред капеле-гробнице налазила се кестењача са кућом, тзв. „Ташкент“. Од егзотичних четинара засађених у близини капеле, сачувани су само европски и сибирски ариш. Услед измрзавања у зиму 1939-1940 и сече у ратном и послератном периоду нестале су јела Фрејзер, сибирска јела, Енгелманова оморика, бодљикава оморика, сибирски кедар.
У совјетско време, једна од главних перспектива главне и једне од додатних пешачких стаза у парку био је поглед на капелу – са стране некадашње палате и отворене приморске ливаде.